# Федотов, Иван Петрович
Ива́н Петро́вич Федо́тов (13 сентября 1929, Еськово, Центрально-Чернозёмная область — 18 августа 2011, Комаричи, Брянская область) — начальствующий епископ ОЦ ХВЕ стран СНГ и Балтии, пастор пятидесятнической церкви в г. Малоярославце.

## Биография

### Детство и юность
Иван Федотов родился 13 сентября 1929 года в селе Еськово Старо-Юрьевского района (ныне — Тамбовской области). Родители Петр Денисович и Александра Николаевна были крестьянского происхождения, при этом мать получила среднее образование. Отец зимой ездил на заработки в Донбас и погиб из-за обвала на шахте. В 1935 году мать вторично вышла замуж за жителя соседней деревни Павла Попова, после чего семья перебралась в Подмосковье (сначала на станцию Востряково, а затем в Бирюлёво). У Федотова были младший брат Леонид (1933 г.р.) и сестра Валентина (1938 г.р.).  Окончил среднюю школу, работал строителем. В 1949 году был призван на службу на Балтийский флот, где, усиленно занимаясь спортом, желал стать чемпионом Балтийского флота по классической борьбе в полусреднем весе. Стремление быть чемпионом стало у Ивана Федотова неотъемлемой частью его характера. На четвёртом году службы во время отпуска посетил баптистскую церковь, куда ходила его мать. После демобилизации из армии стал лидером баптистской молодёжи в Москве на Малом Вузовском пер., д.3, но вскоре Иван Федотов был исключён из баптистской церкви из-за доктринальных разногласий с руководством церкви. Стал посещать пятидесятническую церковь, а затем стал одним из руководителей в Московской пятидесятнической церкви.

### Первый срок заключения
В 1960 году, в период хрущёвской антирелигиозной кампании, Иван Федотов был арестован по обвинению в подстрекательстве к убийству ребёнка гражданки Красиной. Следователем по его делу сначала был Ф. Незнанский, который не нашёл состава преступления в действиях Федотова. Но следователь был заменён и Московским областным судом Федотов был признан виновным и был осуждён к 10 годам лишения свободы, которые отбывал в колонии в Архангельской области.
После отбывания 10-летнего срока ему не разрешили возвратиться в Москву, поэтому Ивану Федотову пришлось поселиться за 101 км от столицы, в г. Малоярославец Калужской области.

### Семья
Женился 2 января 1971 года в возрасте 42 лет на Валентине Борисовне Башмаковой, приехавшей в Москву из Мордовии, детей в браке не было.

### Назначение пастырем и епископом
Иван Федотов организовал в Малоярославце религиозную нерегистрированную общину и в 1972 году в Москве епископами Михаилом Ивановым, Павлом Егоренковым и Николаем Каминским был назначен пастырем этой общины.
В этом же году этими же епископами был возведён в сан епископа, стал членом правления нерегистрированной церкви ХВЕ в СССР (Киевского епископата), начал сотрудничать с Виктором Белых.

### Второй и третий срок заключения
В 1974 году Иван Федотов был арестован по обвинению в «распространении заведомо ложных измышлений, порочащих советский общественный и государственный строй». Калужским областным судом он был осуждён к 3 годам лишения свободы в колонии  строгого режима. Отбывал срок в Пензенской области.
В 1981 году Калужским областным судом епископ Иван Федотов был осуждён за организацию детской воскресной школы в третий раз вместе с пастырем нерегистрированной Малоярославецкой церкви Владимиром Мурашкиным  по обвинению в «создании группы, причиняющей вред здоровью граждан». Отбывал наказание в Сыктывкаре. После освобождения в 1986 году находился под надзором милиции.

### Дальнейшая деятельность
Иван Федотов принял служение начальствующего епископа Объединённой Церкви ХВЕ стран СНГ и Балтии в августе 2002 года на IV съезде ОЦХВЕ, после смерти Виктора Белых.
Иван Федотов принимал активное участие в деятельности нерегистрированного пятидесятнического направления в России, Грузии, Азербайджана и Армении, назначая пастырей, совершил ряд поездок в церкви стран дальнего зарубежья.
Совместно с епископом Виктором Белых и другими епископами работал для объединения церквей, создания руководства деноминации церквей Грузии, Осетии, Азербайджана, Армении, Узбекистана, Кыргызстана и стран Балтии после распада СССР.
В 1992 году стал начальствующим епископом ОЦХВЕ России, а после смерти Виктора Белых, в августе 2002 года на IV съезде ОЦХВЕ был избран начальствующим епископом ОЦХВЕ СНГ и Балтии, продолжая при этом оставаться руководителем российской ОЦХВЕ.
Под руководством епископа Ивана Федотова Малоярославецкая поместная церковь одной из первых построила большой молитвенный дом, создала центр реабилитации бывших наркозависимых, начала миссионерское служение в тюрьмах и лагерях, создала первую миссионерскую организацию, а затем и Ассоциацию Христианских Миссий (АХМ), открыла общеобразовательную христианскую школу для детей, приют для престарелых христиан, жильё для молодых христианских семей, постоянно расширяя своё влияние на общество.

### Уход из жизни
Скончался 18 августа 2011 года примерно в 18:00 по местному времени.
Церемония прощания с телом состоялась 27 августа 2011 года, в субботу, в Малоярославце, в городе, где находится церковная община, пастором которой Иван Федотов был до последнего дня.
Траурное богослужение в Малоярославце Калужской области собрало более трёх тысяч человек со всего мира.

## Отзывы об Иване Федотове
Фамилия Федотова звучала на весь Советский Союз — на показательном судебном процессе его выставили злодеем и преступником, в то время как он оставался праведником. Он никогда не роптал и не сдавался, на всяком месте благодарил Бога, молился о нуждающихся и проповедовал Слово Божье.
Иван Петрович был начальствующим епископом Объединённой церкви христиан веры евангельской и пастором пятидесятнической церкви в г. Малоярославце. Для прихожан своей церкви дядя Ваня, именно так в простоте сердца его любили называть многие верующие, стал не только духовным отцом, но и верным другом. Епископ помогал всем, для него не существовало слишком больших или слишком маленьких нужд, его руки никогда не уставали творить дела милосердия.

Будучи волевым, бескомпромиссным воином Христа когда дело касалось его убеждений, он оставался добродушным и чутким к чужому горю. Пройдя через множество лишений, он оставался крепким физически и сильным духом. Будучи уникальной яркой личностью, он был кротким и неприхотливым, жил более чем скромно 